# Ахмед Болгари
Ходжа Ахмед ал-Болгари е волжко-български шейх, факих, тълкувател на ислямското право и учител на султан Махмуд ибн Сабук-Тегин, изключително тачен от мюсюлманските богослови.
Ал-Болгари е живял в областта Газни, Афганистан. Според една легенда бил под покровителството на суфиста Х. Синай.